# Apeadeiro de Ribeira de Seiça

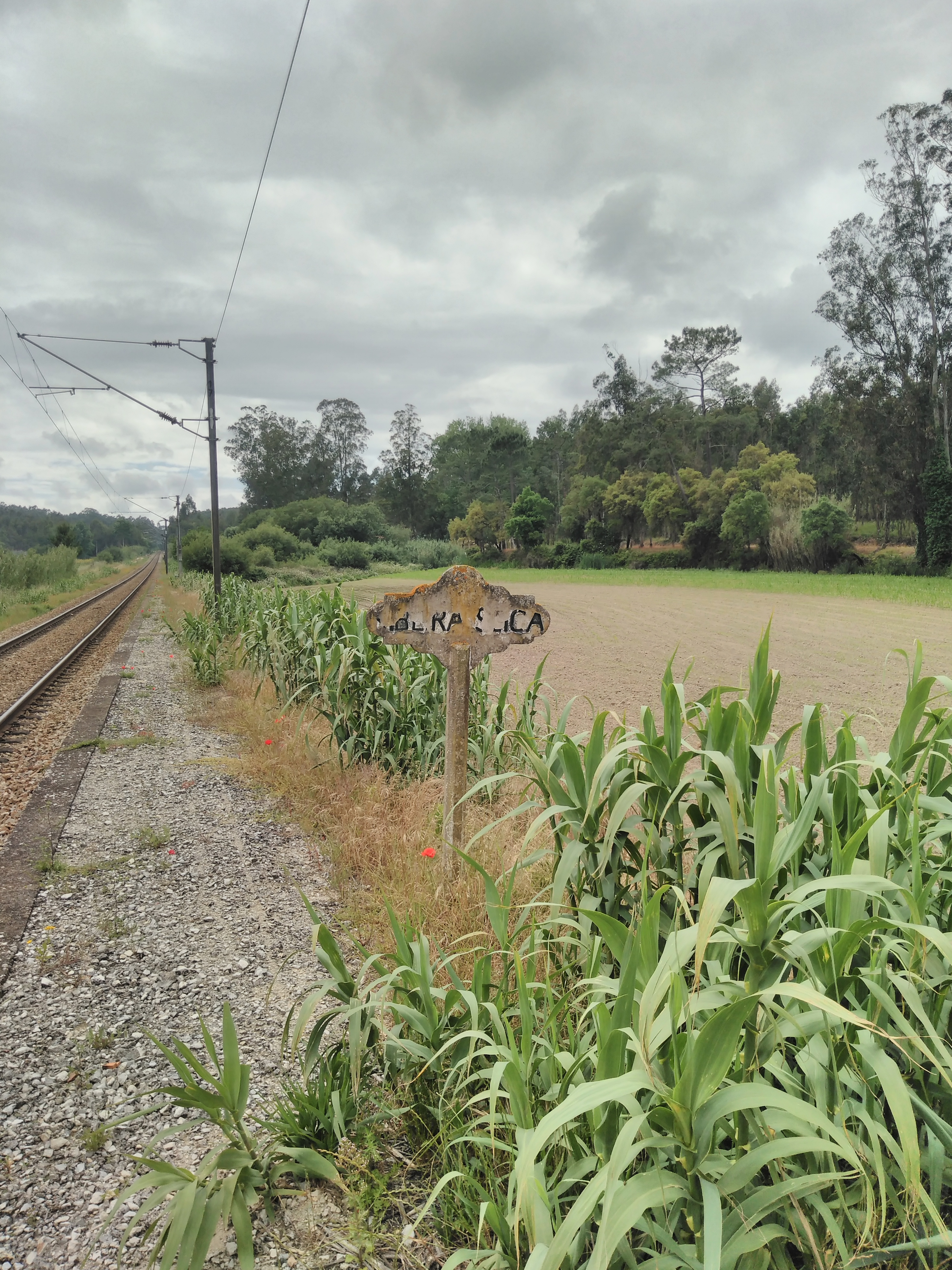
Vestígios do apeadeiro de Ribeira de Seiça, em 2018.

O Apeadeiro de Ribeira de Seiça é uma plataforma ferroviária encerrada da Linha do Oeste, que servia a localidade de Ribeira de Seiça, no concelho de Figueira da Foz, em Portugal.

## Descrição
O edifício de passageiros situava-se do lado poente da via (lado esquerdo do sentido ascendente, a Figueira da Foz).

## História
Este apeadeiro encontra-se no troço da Linha do Oeste entre Leiria e Figueira da Foz, que abriu à exploração pública em 17 de Julho de 1888, pela Companhia Real dos Caminhos de Ferro Portugueses. Foi encerrado após 2011.